# Miami PanAm International 2009
Die Miami PanAm International 2009 im Badminton fanden vom 11. bis zum 14. November 2009 in Miami Lakes statt.

## Sieger und Platzierte
| Disziplin    | Gold                            | Silber                                 | Bronze                                       |
| ------------ | ------------------------------- | -------------------------------------- | -------------------------------------------- |
| Herreneinzel | Hock Lai Lee                    | Sune Gavnholt                          | Kevin Cordón                                 |
| Herreneinzel | Hock Lai Lee                    | Sune Gavnholt                          | Alexander Pang                               |
| Dameneinzel  | Joycelyn Ko                     | Karyn Velez                            | Alejandra Monteverde                         |
| Dameneinzel  | Joycelyn Ko                     | Karyn Velez                            | Sandra Chirlaque                             |
| Herrendoppel | Sameera Gunatileka Vincent Nguy | Jose Vicente Martinez Alejandro Villar | Francois Champagne Manuel Thomas             |
| Herrendoppel | Sameera Gunatileka Vincent Nguy | Jose Vicente Martinez Alejandro Villar | Christopher Flores Nguyễn Quang Minh         |
| Damendoppel  | Priscilla Lun Paula Obanana     | Sandra Chirlaque Alejandra Monteverde  | Orosameli Cabrera José Yomaira Sanchez Feliz |
| Damendoppel  | Priscilla Lun Paula Obanana     | Sandra Chirlaque Alejandra Monteverde  | Yasmin Cury Lorena Duany                     |
| Mixed        | Hock Lai Lee Priscilla Lun      | Alexander Pang Joycelyn Ko             | Mario Cuba Katherine Winder                  |
| Mixed        | Hock Lai Lee Priscilla Lun      | Alexander Pang Joycelyn Ko             | Nguyễn Quang Minh Paula Obanana              |